# Хіта
Хіта (яп. 日田市) — місто в Японії, у префектурі Ойта.

## Географія
Розташування
Місто Хіта розташоване на острові Кюсю, у західній частині префектури Ойта. Площа 666,19 км². Місто лежить на перетину декількох річок, які перетворюються на річку Чікуґо.
Клімат
| Клімат Окаяма                              | Клімат Окаяма | Клімат Окаяма | Клімат Окаяма | Клімат Окаяма | Клімат Окаяма | Клімат Окаяма | Клімат Окаяма | Клімат Окаяма | Клімат Окаяма | Клімат Окаяма | Клімат Окаяма | Клімат Окаяма | Клімат Окаяма |
| Показник                                   | Січ.          | Лют.          | Бер.          | Квіт.         | Трав.         | Черв.         | Лип.          | Серп.         | Вер.          | Жовт.         | Лист.         | Груд.         |               |
| Середній максимум, °C                      | 8,8           | 10,2          | 14,6          | 20,8          | 25,1          | 27,9          | 31,5          | 32,6          | 28,5          | 23,1          | 17,4          | 11,6          |               |
| Середня температура, °C                    | 3,3           | 4,4           | 7,9           | 13,9          | 18,3          | 22,1          | 26,2          | 26,6          | 22,6          | 16,3          | 10,5          | 5,2           |               |
| Середній мінімум, °C                       | −1,2          | −0,4          | 2,0           | 7,7           | 12,2          | 17,4          | 22,1          | 22,2          | 18,2          | 10,9          | 5,2           | 0,4           |               |
| Середня кількість сонячних годин на місяць | 104,7         | 110,6         | 150,3         | 160,4         | 178,6         | 136,4         | 167,4         | 193,9         | 146,6         | 157,5         | 122,3         | 106,2         |               |
| Норма опадів, мм                           | 70.2          | 82.5          | 110.7         | 148.8         | 172.5         | 324.7         | 323.4         | 194.0         | 159.8         | 92.7          | 66.3          | 48.8          |               |
| Вологість повітря, %                       | 78            | 77            | 74            | 73            | 74            | 77            | 79            | 78            | 80            | 80            | 81            | 80            |               |
| ------------------------------------------ | ------------- | ------------- | ------------- | ------------- | ------------- | ------------- | ------------- | ------------- | ------------- | ------------- | ------------- | ------------- | ------------- |

## Населення
Станом на 1 березня 2017 року населення Хіта становить 65 462 особи. Густота населення 98,26 ос./км². Нижче приведена діаграма зміни чисельності населення міста за даними переписів Японії.

## Символіка
Символами міста є камелія сасанква, Iris sanguinea та плиска.